# Guglielmo Borgo
Guglielmo Borgo (né le 4 juin 1906 à Gênes en Ligurie et mort le 15 juin 1979 à Borghetto Santo Spirito dans la même région) est un joueur de football italien, qui jouait en tant que milieu de terrain.
Il était appelé Borgo I pour le différencier de son frère cadet Ezio Borgo, dit Borgo II.

## Biographie
Au cours de sa carrière, Borgo évolue pour les clubs de l'Unione Sportiva Cremonese, la Juventus FC (où il dispute son premier match le 13 mai 1928 lors d'un match nul 1-1 contre Bologne), le Milan AC, l'ACR Messine, l'Associazione Sportiva Nissa et enfin le Salernitana Calcio.